# ユニオン郡区 (アイオワ州アパヌース郡)
ユニオン郡区は、アメリカ合衆国、アイオワ州、アパヌース郡にある18の郡区の一つである。2000年の国勢調査で、人口は152人だった。

## 地理
ユニオン郡区は、69.1平方キロメートル（26.69平方マイル)で、組み込まれていません自治体(incorporated settlements)は存在しません。アメリカ地質調査所によると、この郡区はAlbanyとKnappとSalesの3つの霊園が含まれている。